# Catherine-de-Barnes
Catherine-de-Barnes är en by i distriktet Solihull i grevskapet West Midlands i England. Byn är belägen 12,5 km från Birmingham. Orten har 606 invånare (2015).